# Morpho eutropius
Morpho eutropius är en fjärilsart som beskrevs av Hans Fruhstorfer 1912. Morpho eutropius ingår i släktet Morpho och familjen praktfjärilar. Inga underarter finns listade i Catalogue of Life.